# جائزة جنوب إفريقيا الكبرى 1992
جائزة جنوب أفريقيا الكبرى 1992 هو سباق فورمولا 1 أقيم بتاريخ 1 مارس 1992 في جنوب أفريقيا. كان الأول من أصل 16 في بطولة العالم لسباقات الفورمولا واحد موسم 1992. حلّ البريطاني نايجل مانسيل أولا بينما جاء الإيطالي ريكاردو باتريس في المركز الثاني وحصل على المركز الثالث البرازيلي آيرتون سينا.